# VMware ThinApp
VMware ThinApp (anteriormente Thinstall) es una aplicación que puede crear aplicaciones portátiles. Es desarrollado por VMware.

## Compatibilidad
Muchas aplicaciones de Windows pueden ser hechas portátiles con VMware ThinApp, con las siguientes excepciones:
- Cualquier software que requiere un controlador de dispositivo para funcionar[1]
- Software con protección contra copia basada en hardware
- Software ya viene incluido con Windows y no está disponible como un paquete separado (como Windows Picture y Fax Viewer)